# Шаррье де Ла Рош, Луи
Луи Шаррье де Ла Рош (17 мая 1738, Лион — 17 марта 1827) — французский религиозный деятель, епископ и духовный писатель.

## Биография
В 11 лет был пострижен в монахи, в 1764 году стал доктором богословия, затем служил каноником в Лионе, в 1777 году стал прево-кюре в Айне. Будучи человеком либеральных взглядов, сторонником галликанства и даже янсенизма, он, как и большая часть лионского духовенства, принимал новые веяния и был большим поклонником Руссо и Вольтера. Был избран депутатом от лионского духовенства в генеральные штаты в 1789 году. В парламенте голосовал за гражданское устройство духовенства, принял гражданскую присягу и был избран 24 марта 1791 года епископом департамента Нижней Сены в Руане. Поддержав Великую Французскую революцию, подал в отставку 26 октября 1791 года.
Во время революции был делегирован духовенством Лиона в Национальное Собрание и был рукоположён епископом Нижней Сены в 1791 году архиепископом Парижа Жаном Батистом Гобелем и издал несколько пастырских посланий в защиту нового порядка вещей, но подал в отставку в том же году после начала террора, отказавшись выполнять епископские функции. Был в течение некоторого времени заключён в тюрьму, его имущество было конфисковано, однако вскоре он был освобожден. После своего освобождения присягнул 17 мая 1797 года на верность Папе римскому, отделившись от конституционных епископов.
Кардинал Капрара совместно с Порталисом, вдохновлённый Талейраном, предложил ему стать первым епископом Версаля. При старом режиме такого епископства не существовало; по состоянию на 1802 год оно включало в себя 689 приходов. Шаррье, с того времени монсеньор де-ла-Рош, был назначен первым епископом Версальским 9 апреля 1802 года после реорганизации французского епископата в соответствии с конкордатом 1801 года. В том же 1802 году он был назначен капелланом Первой империи и бароном, а в 1804 году — первым духовником (aumônier) Наполеона Бонапарта.
Во время своего 25-летнего епископата Шаррье де-ла-Рош, как и все епископы Франции, предписывал, чтобы праздник Успения и «Сен-Наполеона» отмечались в один день с 15 августа 1806 года. В своих посланиях он прославлял победы императора, но в 1814 году быстро отвернулся от него и перешёл на сторону Бурбонов. Владел замком Эстур.
Главные работы: «Du culte public de la religion nationale catholique en France» (1790); «Réfutation de l’Instruction (d’Asseline) contre la constitution civile du clergé» (1791); «Quels sont les remédes aux malheurs qui désolent la France?» (1791).